# August Lucas

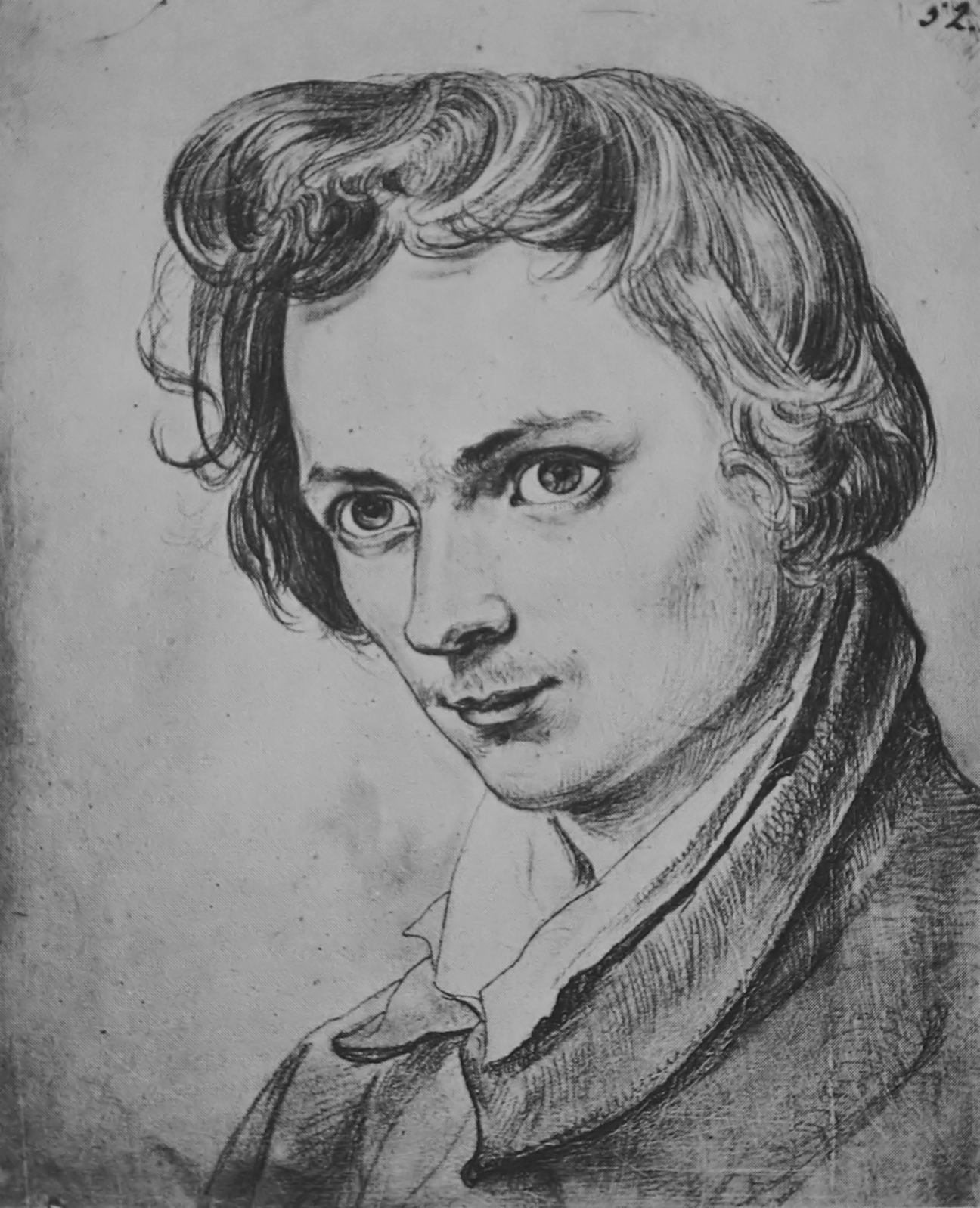
August Lucas, Autorretrato, c.1828

August Lucas (* 7 de mayo de 1803 en Darmstadt; † 28 de septiembre de 1863 ibid) fue un artista gráfico y paisajista alemán de la era romántica.

## Juventud y formación
Hijo de un sastre asistió al Darmstadt Gymnasium. Recibió su primera instrucción artística en la escuela de dibujo del museo de Franz Hubert Müller y desde 1825 en Múnich en la Academia. En el mismo año realizó un viaje de estudios al Oberland bernés con Daniel Fohr. Luego regresó a Darmstadt para continuar su formación autodidacta.

## Estancia en Italia

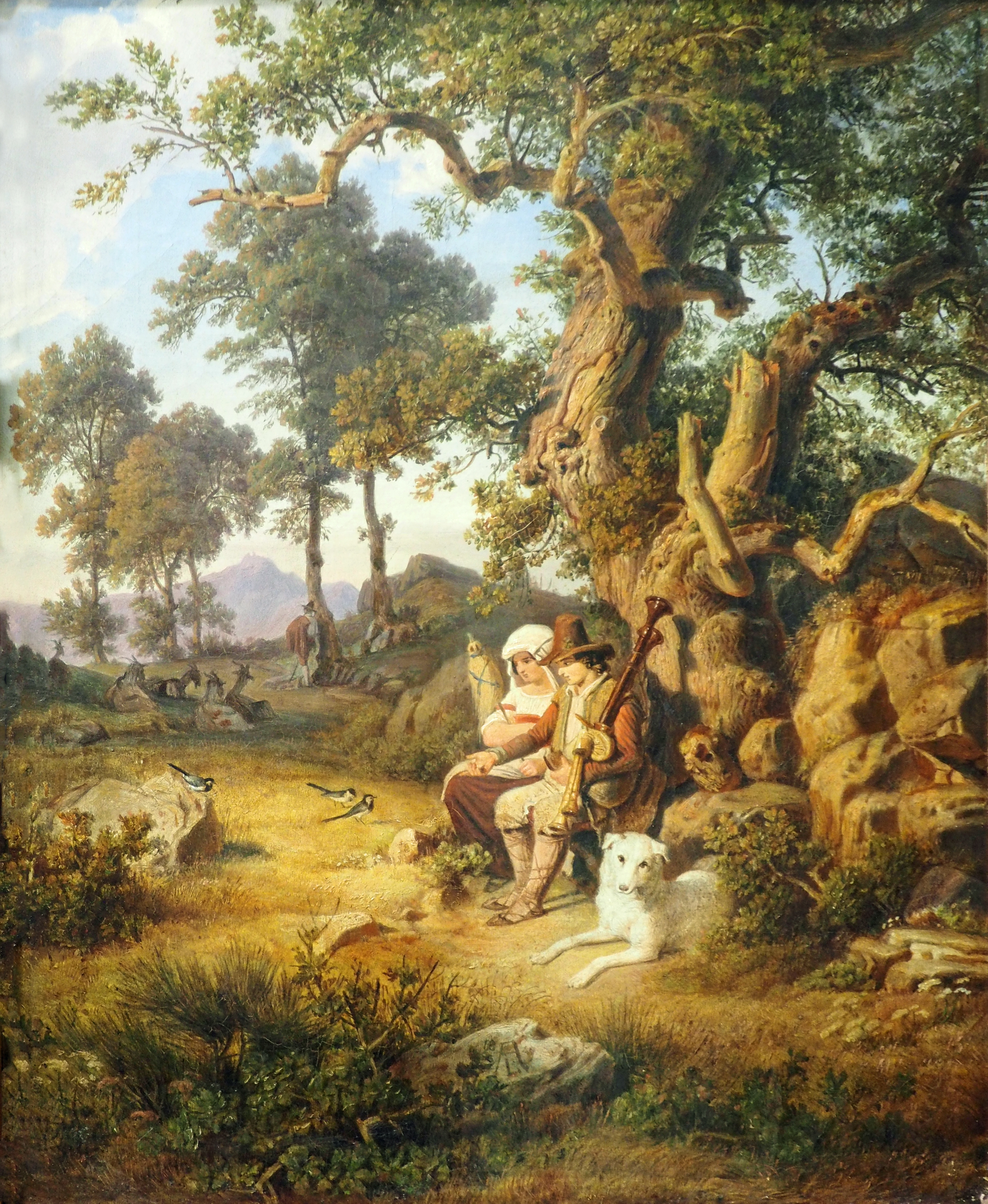
Paisaje de la Serpentara cerca de Olevano, 1840

Con una subvención del Gran Duque de Darmstadt, Lucas viajó a Roma vía Milán en octubre de 1829. Permaneció en Italia hasta 1834. Desde Roma viajó a las Colinas Albanas y las Montañas Sabinas, donde se fundió intensamente "con la naturaleza". En 1830 estuvo en Olevano con Ludwig Preller. También conoció a Joseph Anton Koch, con quien mantuvo un estrecho contacto. En 1832 Lucas viajó a Nápoles, Sorrento y Capri. Hacia el final de su estancia enfermó y tuvo dificultades financieras.

## De vuelta en Darmstadt
De 1834 a 1850, August Lucas regresó a Darmstadt y creó pinturas de paisajes con la ayuda de los estudios y esbozos que había traído consigo de Italia. También se ocupó de representaciones del área de Darmstadt. En 1841 fue contratado como profesor de dibujo en dos escuelas de Darmstadt. En 1850 Lucas emprendió un segundo viaje a Italia. Al regresar de Roma, en 1854 creó la decoración del salón de banquetes de la Casa de la Sociedad Unida construida por el arquitecto Georg Moller (destruida en la Segunda Guerra Mundial). En 1861 fundó la Sociedad de Artistas de Darmstadt.
August Lucas fue enterrado en el antiguo cementerio de Darmstadt (tumba: IC 122).

## Alumnos conocidos
El grupo de alumnos de Lucas en Darmstadt incluía, entre otros:
- Karl Raupp
- August Noack
- Paul Weber

## Galería de imágenes

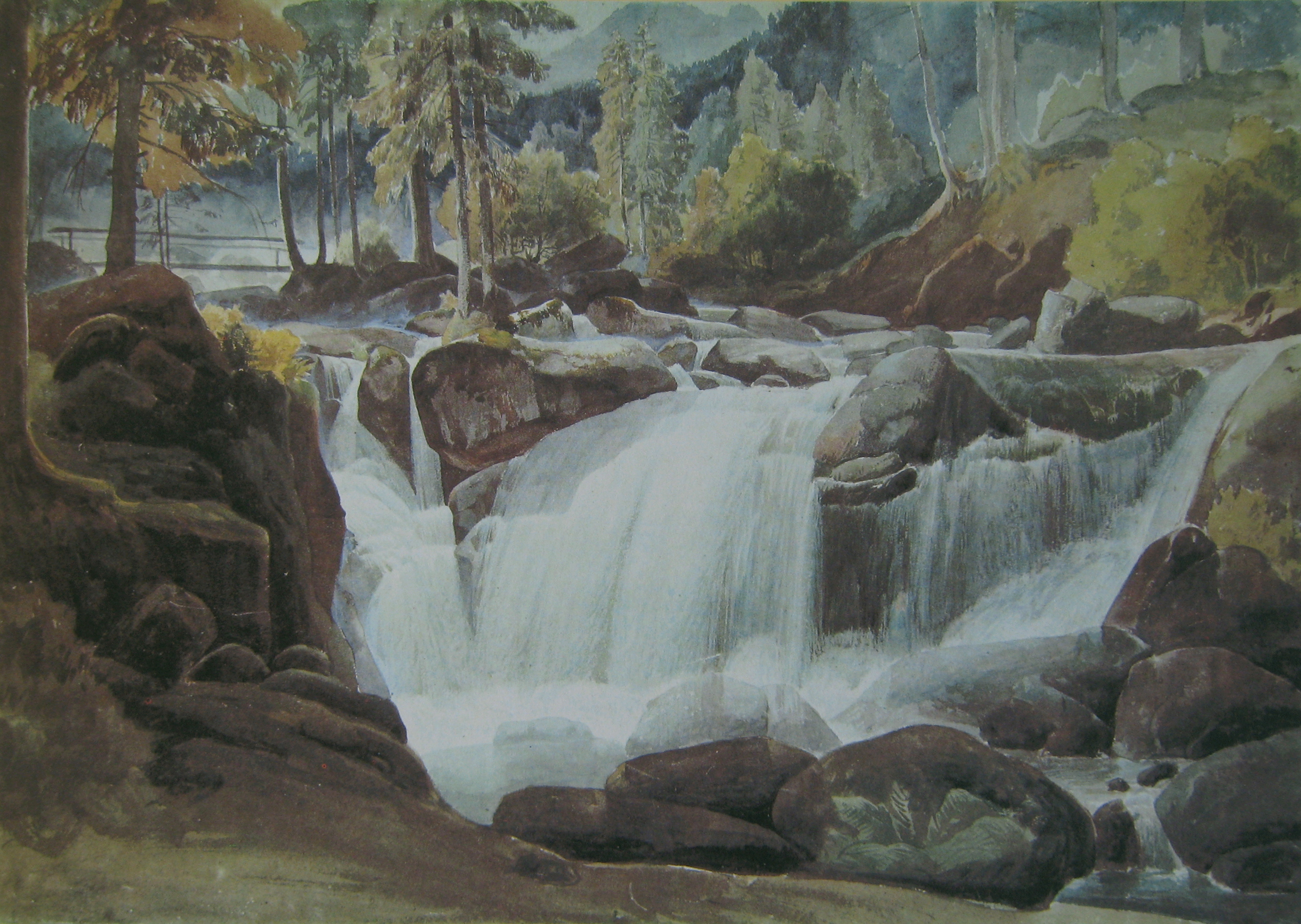
Paisaje montañoso, 1825
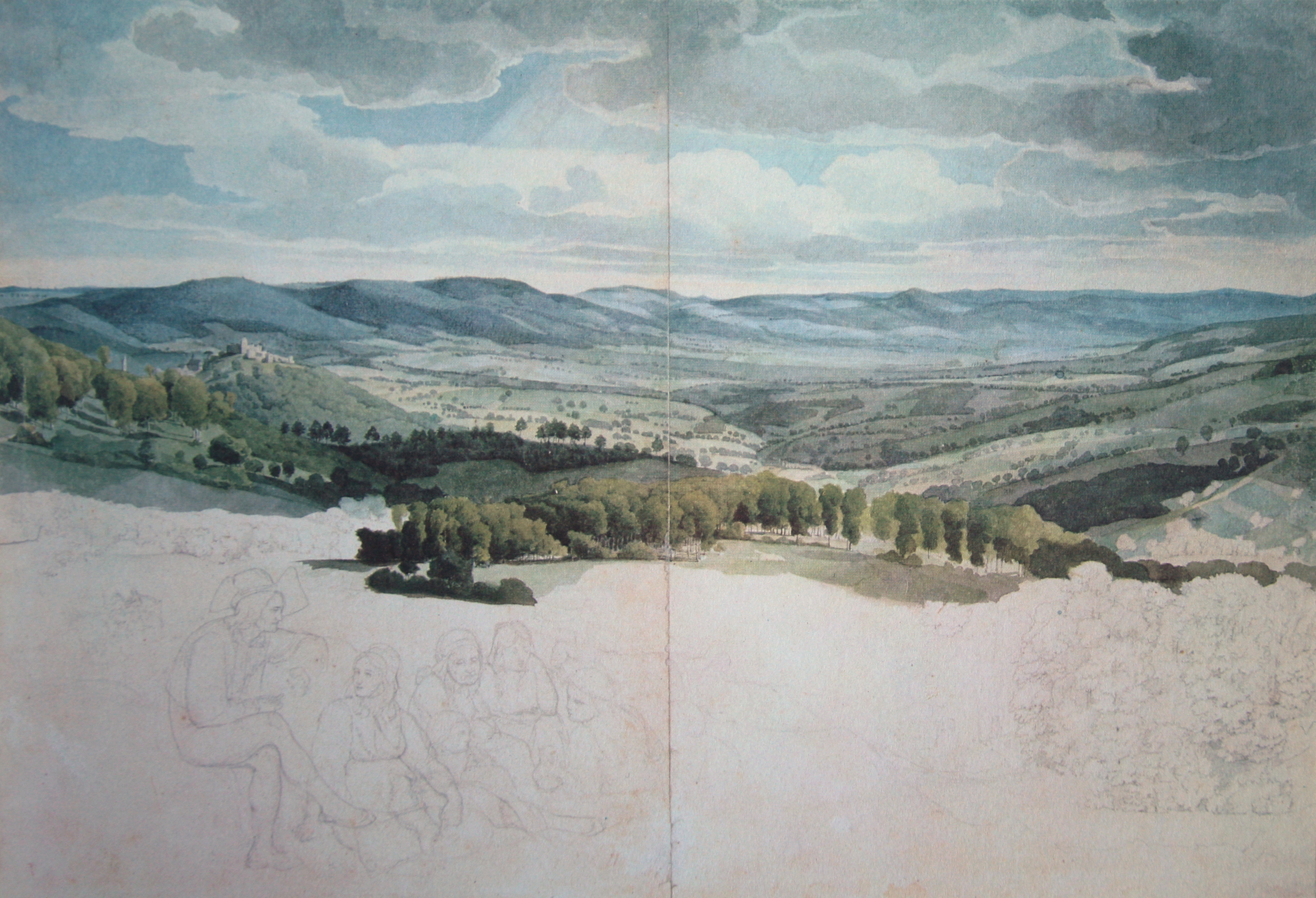
Valle de Lindenfels, 1829
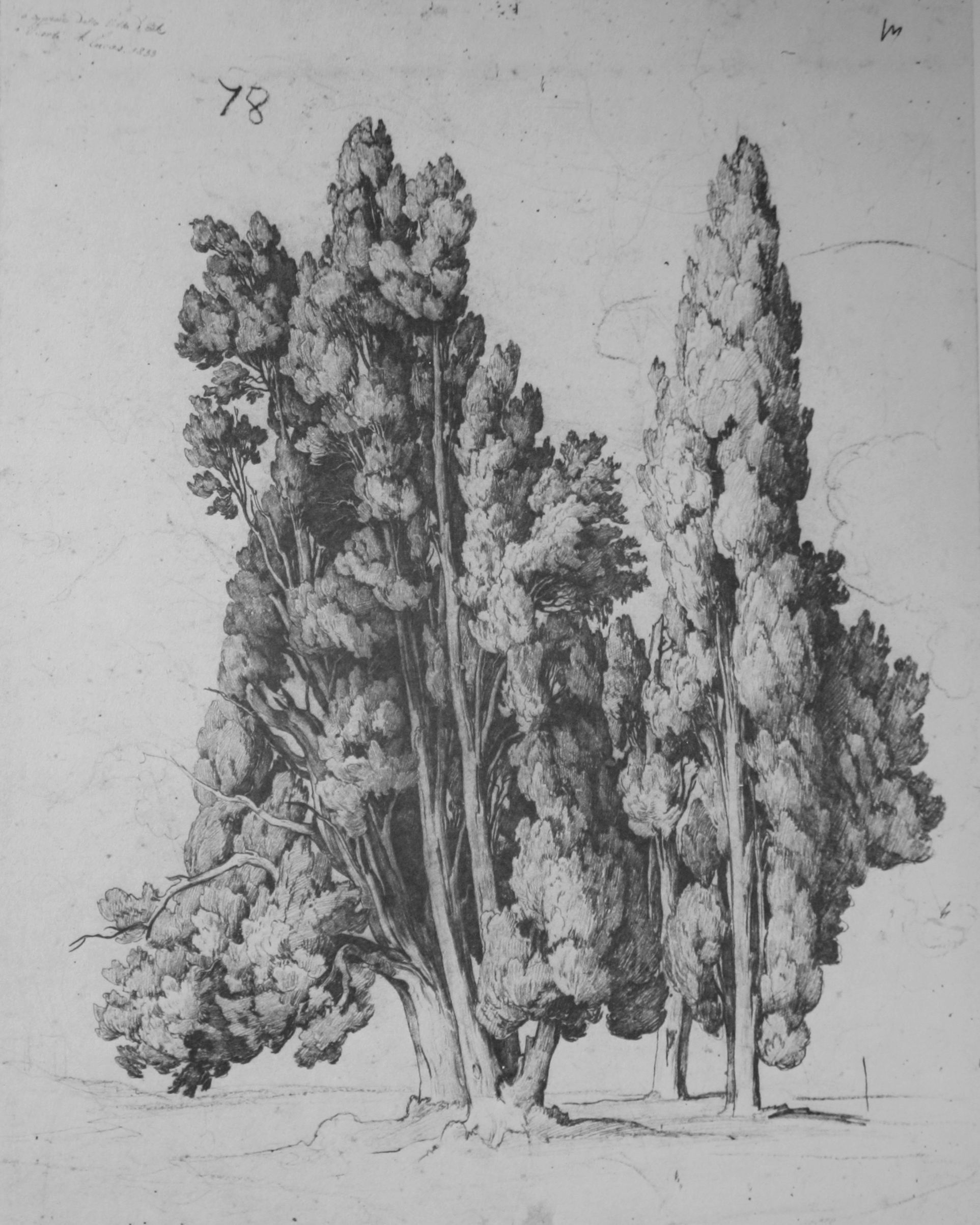
Los cipreses de la Villa d'Este en Tivoli, 1833
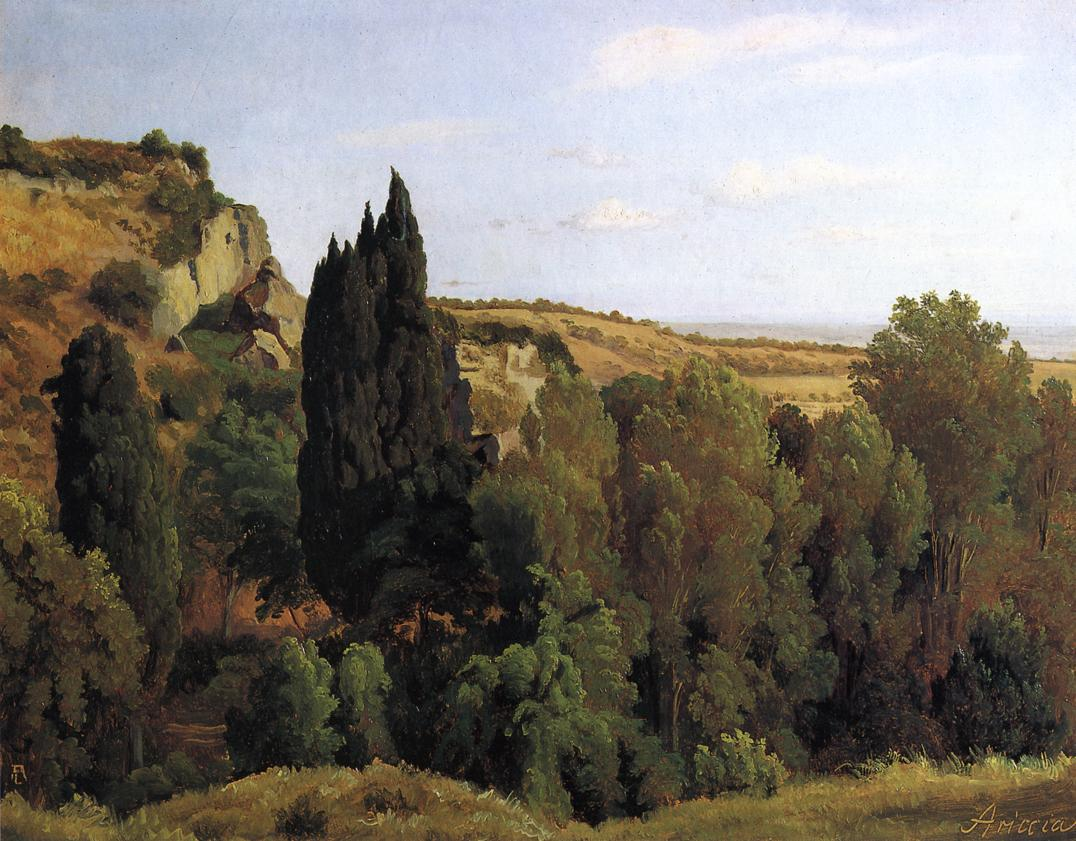
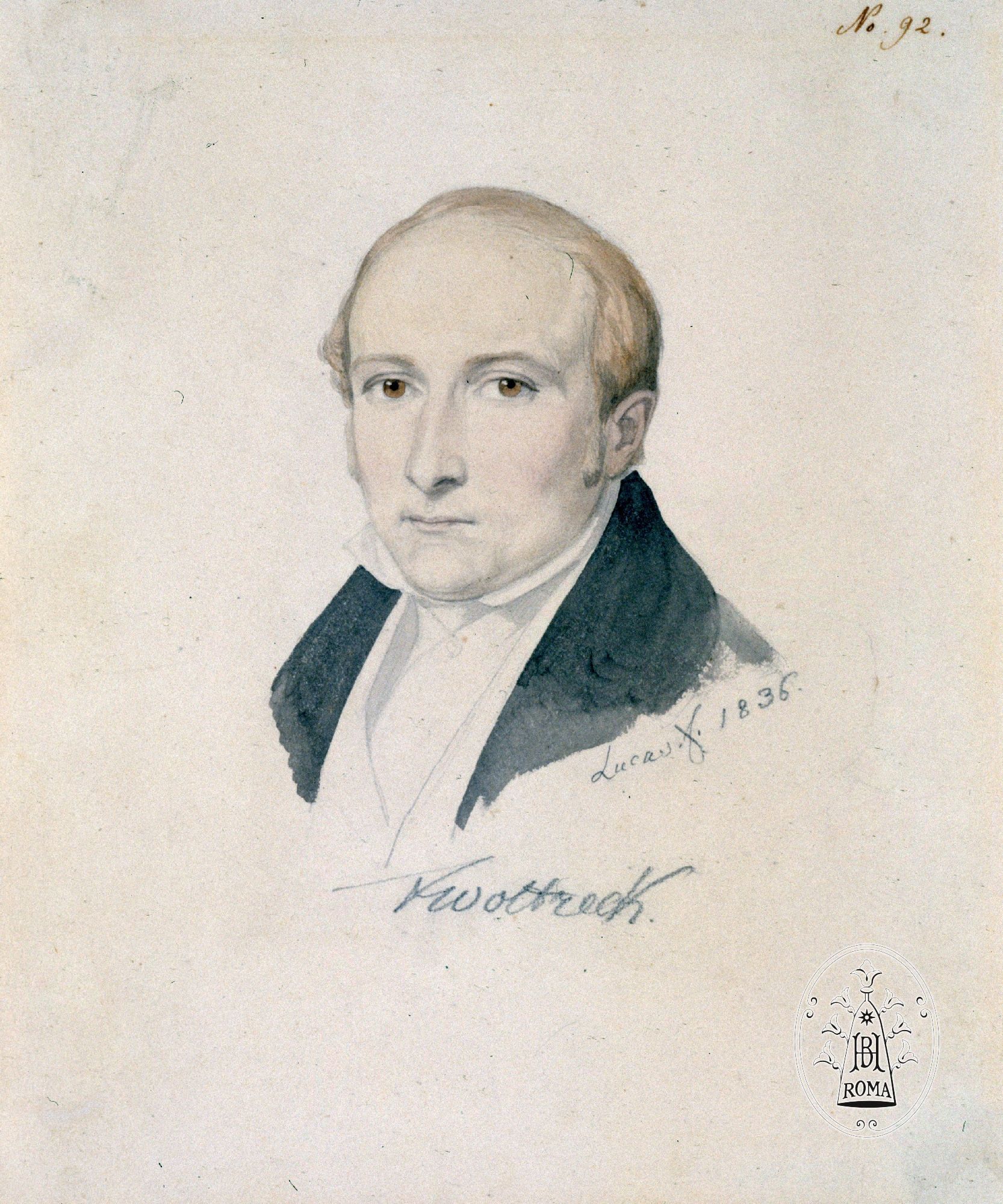
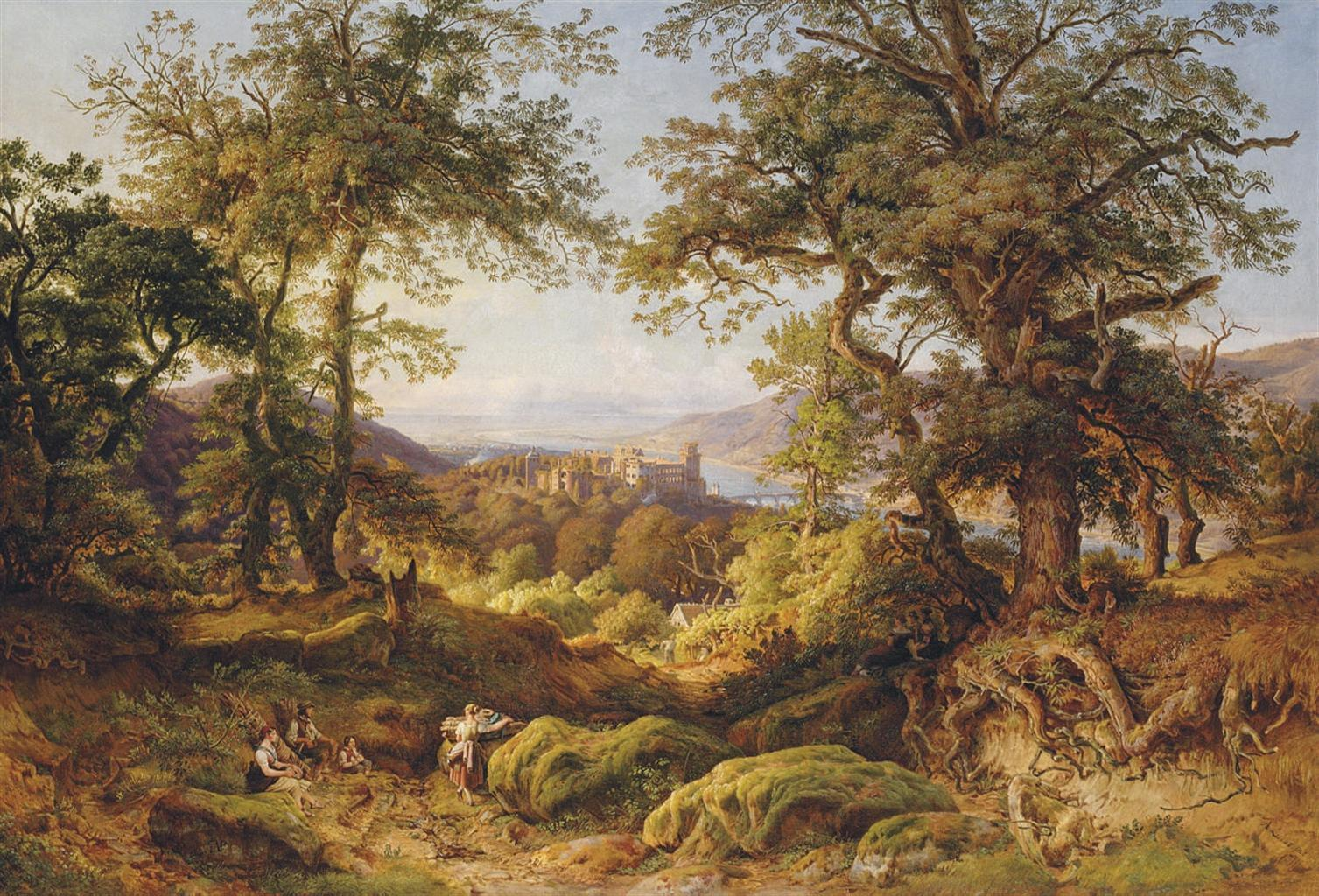

## Exposiciones
- 2013: August Lucas – Wer Engel sucht, Museum Künstlerkolonie Darmstadt, Darmstadt[1]